# Казе Паладино (Потенца)
Казе Паладино (итал. Case Palladino) је насеље у Италији у округу Потенца, региону Базиликата.
Према процени из 2011. у насељу је живело 42 становника. Насеље се налази на надморској висини од 903 м.